# Freitas Diniz
Domingos de Freitas Diniz Neto (Araioses, 20 de março de 1933 — São Luís, 22 de março de 2021) foi um engenheiro civil e político brasileiro que exerceu três mandatos de deputado federal pelo Maranhão.

## Dados biográficos
Filho de Sílvio Freitas Diniz e Filomena Afonso Freitas. Engenheiro Civil formado em 1956 na Universidade Federal do Rio de Janeiro, voltou ao seu estado e no governo José de Matos Carvalho fundou e dirigiu a Companhia Energética do Maranhão e na gestão de Newton Belo foi secretário de Viação e Obras Públicas e diretor do Departamento de Estradas de Rodagem. Ao deixar o cargo filiou-se ao MDB e foi eleito deputado federal em 1966 e 1970. Eleito suplente em 1974 conseguiu um novo mandato em 1978 filiando-se ao PT com a volta do pluripartidarismo. Por falta de quociente eleitoral não renovou seu mandato em 1982 e defendeu o comparecimento dos petistas ao Colégio Eleitoral em 1985, entretanto como o partido tomou a decisão contrária desligou-se da agremiação e não disputou mais eleições.
Sobrinho de Benedito Diniz, militar e político brasileiro que também foi deputado federal pelo Maranhão.

## Morte
Morreu na madrugada de 22 de março de 2021 em São Luís, aos 88 anos, vítima de COVID-19.